# Districte Federal del Brasil
El Districte Federal és un subjecte federal del Brasil, el més petit de les 27 unitats federatives d'aquest país. Es va constituir formalment l'any 1960, quan s'hi va traslladar la capital brasilera. Se situa a la regió Centre-Oest del país, en la secció de l'altiplà brasiler coneguda com Planalto Central. Limita amb l'estat de Goiás i l'estat de Minas Gerais. La població estimada a 2021 era de 3.094.325 habitants i la seva superfície es de 5 760,784 km².
La figura d'un Districte Federal al Brasil va ser instaurada per la primera Constitució republicana de 1891. En aquella època, la capital era Rio de Janeiro i el districte federal -que es corresponia amb els límits del terme municipal carioca- rebia el nom de Municipio Neutro ("municipi neutre").
Tant la carta magna de 1891 com les que van succeir-la, manifestaven la decisió de traslladar la capital de la Unió al centre del país. Aquesta idea no va prendre forma definitiva fins l'arribada al govern del President Juscelino Kubitschek. Els plànols de la ciutat van ser-li encomanats a Lúcio Costa, qui elaborà el Plano Piloto.
El Districte Federal està format per 33 regions administratives. La Regió Administrativa I ocupa el Parc Nacional de Brasília i el Plano Piloto, on es troben les seus dels ministeris, el Palau del Planalto (seu de l'executiu), el Congrés Nacional del Brasil (legislatiu) i Suprem Tribunal Federal (judicial).
Sovint es fa servir el nom de Brasília com a sinònim del Districte Federal, mentre que a vegades només apel·la a la Regió Administrativa I (o regió central); no obstant això, la realitat és que Brasília és el conjunt de totes les àrees urbanes del DF. La regió administrativa de Ceilândia és la més poblada de les 33, amb un nucli de 350 mil habitants, tot i que formalment té un estatus comparable al d'un barri -com la resta de les regions. D'altres, com ara Planaltina o Brazlândia, van ser fundades força abans que la capital (1859 i 1933, respectivament), i havien sigut municipis independents pertanyents a l'estat de Goiás abans de ser integrats al DF.